# (717) Wisibada
(717) Wisibada és un asteroide pertanyent al cinturó d'asteroides descobert el 26 d'agost de 1911 per Franz Heinrich Kaiser des de l'Observatori de Heidelberg-Königstuhl, Alemanya.
Està anomenat pel nom en llatí de Wiesbaden, una ciutat d'Alemanya.